# Giraffa
La giraffa (Giraffa Brisson, 1762) è un genere di mammifero artiodattilo.
Originaria dell'Africa, è il più alto animale terrestre e il più grande ruminante esistente.
Tradizionalmente, il genere comprende una singola specie, Giraffa camelopardalis L., con nove sottospecie. Tuttavia, secondo alcuni studiosi, il genere andrebbe suddiviso in più specie (v. sotto per i dettagli). Sono inoltre note sette specie estinte, conosciute grazie a fossili.
Le principali caratteristiche distintive della giraffa sono il collo e le zampe estremamente allungati, motivo per cui è considerata dagli specialisti un “capolavoro di ingegneria”, soprattutto per la capacità di gestire la pressione nei suoi vasi sanguigni; gli ossiconi, simili a corna, presenti sul capo; i grandi occhi neri con lunghe ciglia; e il caratteristico mantello a macchie, che varia tra le sottospecie. L'animale appartiene alla famiglia Giraffidae, insieme al suo parente vivente più prossimo, l'okapi. La distribuzione geografica della giraffa si estende dal Ciad a nord, al Sudafrica a sud, e dal Niger a ovest fino alla Somalia a est. Le giraffe abitano principalmente savane e aree boschive. La loro dieta si basa su foglie, frutti e fiori di piante legnose, principalmente delle specie di acacia, che sono spesso fuori dalla portata della maggior parte degli altri erbivori.
Nonostante le loro dimensioni, le giraffe non sono prive di predatori: i piccoli possono essere preda di leopardi, iene maculate e licaoni, mentre gli adulti possono cadere vittime di branchi di leoni. Le giraffe vivono in gruppi composti da femmine imparentate tra loro e dalla loro prole, o in branchi di maschi adulti non imparentati. Tuttavia, si tratta di una specie gregaria che può formare grandi branchi misti. I maschi stabiliscono gerarchie sociali attraverso il "collaggio", combattimenti intraspecifici in cui utilizzano il collo e la testa come armi. I maschi dominanti ottengono il diritto di accoppiarsi con le femmine, sulle quali ricade l'intera responsabilità dell'allevamento dei cuccioli.
La giraffa ha affascinato varie culture, antiche e moderne, per il suo aspetto peculiare ed è stata spesso rappresentata in dipinti, libri e cartoni animati. È classificata dall'IUCN come "Vulnerabile" all'estinzione, e la sua presenza è stata eliminata in molte aree del suo areale geografico.
Le giraffe si trovano ancora in numerosi parchi nazionali e riserve naturali, ma le stime del 2016 indicano che ci sono circa 97500 esemplari allo stato brado..
Stime del 2010 segnalano che oltre 1600 esemplari vivono o sono allevati in giardini zoologici.
In genere le giraffe maschio adulte arrivano a 6 metri di altezza e 1200kg di peso

## Etimologia

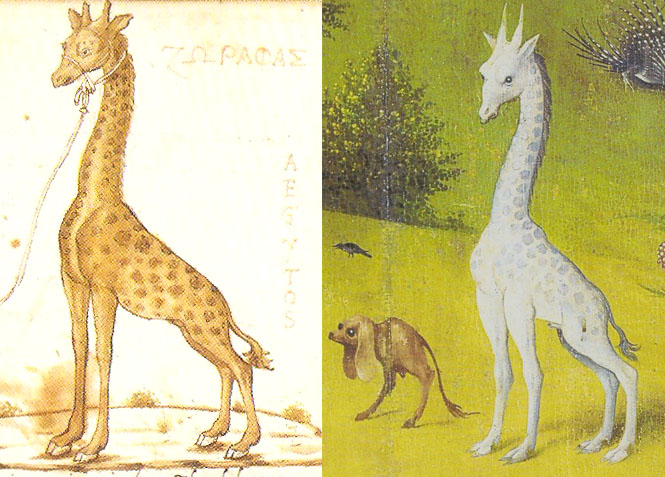
Comparazione tra l'illustrazione della giraffa di Ciriaco d'Ancona e quella di Bosch

L'origine del nome «giraffa» viene fatta risalire alla parola araba zarāfa (زرافة), forse a sua volta derivata da una lingua africana. Il termine viene tradotto come «[colei che] cammina velocemente».
Ciriaco d'Ancona, noto viaggiatore medievale e precursore dell'archeologia, fu il primo a utilizzare, al posto del greco kamēlopárdalis (καμηλοπάρδαλις), il termine zoraphas, che poi si trasformò nel moderno "giraffa", traslitterandolo dall'arabo zarāfa (زرافة). La diffusione della forma italiana giraffa risale agli anni '90 del XVI secolo. Durante il suo soggiorno in Egitto, Ciriaco ebbe modo di vedere una giraffa, che riprodusse nei suoi disegni. Questi divennero a lungo l'unica fonte iconografica dell'animale e come furono utilizzati da alcuni artisti: esempi si ritrovano nel Trittico del Giardino delle delizie di Hieronymus Bosch (1480-1490) e nella Predica di san Marco ad Alessandria d'Egitto di Gentile e Giovanni Bellini (1504-1507).
Nella lingua inglese medievale, l'animale era noto anche con vari nomi, tra cui jarraf, ziraph e gerfauntz. Il termine probabilmente deriva dal nome somalo dell'animale, geri. La forma attuale giraffe si sviluppò intorno al 1600 a partire dal francese girafe.

## Tassonomia ed evoluzione

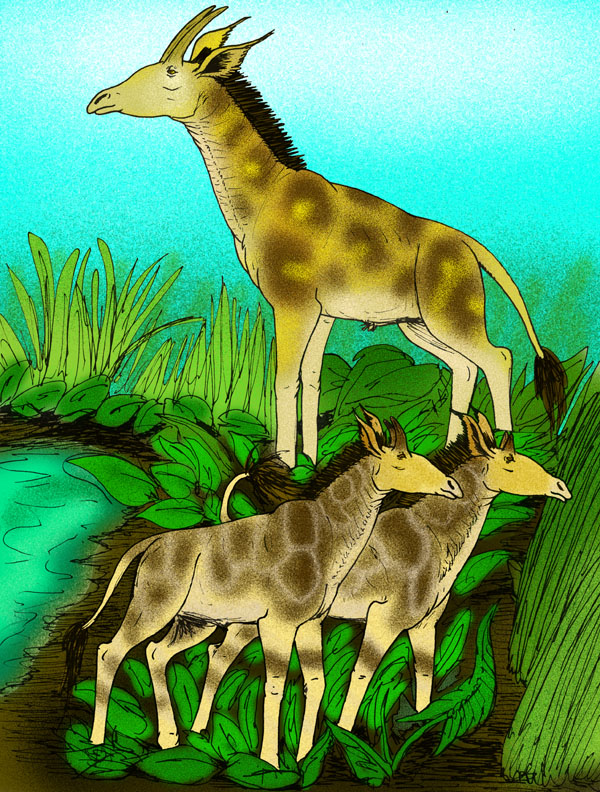
Ricostruzione di specie del genere Samotherium.

La giraffa appartiene al sottordine Ruminantia. Molte specie di Ruminantia risalenti all'Eocene medio sono state scoperte in Asia centrale, nel Sud-est asiatico e in Nord America. Le condizioni ecologiche di quel periodo potrebbero aver facilitato la loro rapida dispersione. Tra le cinque specie viventi della famiglia dei Giraffidi, quattro appartengono al genere Giraffa, mentre l'altra è l'okapi. La famiglia, un tempo molto più numerosa, comprendeva oltre 10 generi fossili descritti. I parenti più stretti dei Giraffidi erano gli estinti Climacoceratidi, che, insieme alla famiglia degli Antilocapridi (di cui l'unica specie attuale è l'antilocapra), appartenevano alla superfamiglia Giraffoidea. Questi animali potrebbero essersi evoluti a partire dai Paleomericidi, un gruppo estinto considerato possibile antenato anche dei cervi.
Alcuni antichi Giraffidi, come il Sivatherium, avevano corpi massicci, mentre altri presentavano forme molto più slanciate. Il più antico antenato conosciuto della linea evolutiva della giraffa è il Canthumeryx, i cui resti, rinvenuti in Libia, risalgono a un periodo compreso tra 25 e 14,3 milioni di anni fa, a seconda delle diverse opinioni degli studiosi. Questo animale era di medie dimensioni, con un aspetto esile e simile a quello di un'antilope. Circa 15 milioni di anni fa, nel subcontinente indiano comparve il Giraffokeryx, un animale che ricordava sia un'okapi che una piccola giraffa, ma con un collo più lungo e ossiconi fatti di cartilagine.
Il Palaeotragus, apparso 14 milioni di anni fa e diffuso tra l'Africa orientale e la Mongolia, somigliava all'okapi e potrebbe esserne l'antenato diretto. Aveva un cranio allungato e appiattito e mostrava un marcato dimorfismo sessuale. Il Samotherium sostituì il Paleotragus tra 10 e 9 milioni di anni fa; era più grande, con una testa ancora più allungata, seni cranici ben sviluppati e un profilo più simile a quello delle giraffe moderne. Questi animali vissero sia in Africa che in Eurasia.
Il Bohlinia, comparso nell'Europa sud-orientale tra 9 e 7 milioni di anni fa, discendeva probabilmente dal Samotherium ed è considerato un probabile antenato diretto della giraffa. Questo animale, con collo e zampe lunghi, oltre a ossiconi e denti simili a quelli delle giraffe moderne, raggiunse la Cina e l'India settentrionale in risposta ai cambiamenti climatici.
Circa 7 milioni di anni fa, il genere Giraffa si sviluppò in Africa. I successivi cambiamenti climatici portarono all'estinzione delle giraffe asiatiche, mentre quelle africane sopravvissero e si diversificarono in nuove specie. Giraffa camelopardalis fece la sua comparsa circa 1 milione di anni fa, durante il Pleistocene, in Africa orientale. Alcuni biologi ipotizzano che l'attuale giraffa discenda dalla Giraffa jumae, mentre altri ritengono più probabile un'origine da Giraffa gracilis.
Si ritiene che il principale fattore evolutivo che portò alla comparsa delle giraffe moderne sia stato un cambiamento climatico iniziato 8 milioni di anni fa, che trasformò vaste foreste in savane più aperte. Questo nuovo habitat, combinato con una dieta composta anche da foglie di acacia, potrebbe aver esposto gli antenati delle giraffe a tossine che aumentarono i tassi di mutazione più elevati e di evoluzione.
Il genere Giraffa fu istituito da Morten Thrane Brünnich nel 1772. All'inizio del XIX secolo, Jean-Baptiste Lamarck propose che il lungo collo della giraffa fosse una "caratteristica acquisita", evolutasi attraverso generazioni di giraffe che si sforzavano di raggiungere le foglie degli alberi più alti. Questa teoria è stata successivamente abbandonata in favore della selezione naturale darwiniana: le giraffe con colli più lunghi erano meglio adattate al loro ambiente, riuscivano a sopravvivere e riprodursi, trasmettendo così i loro geni alle generazioni successive.

### Specie e sottospecie

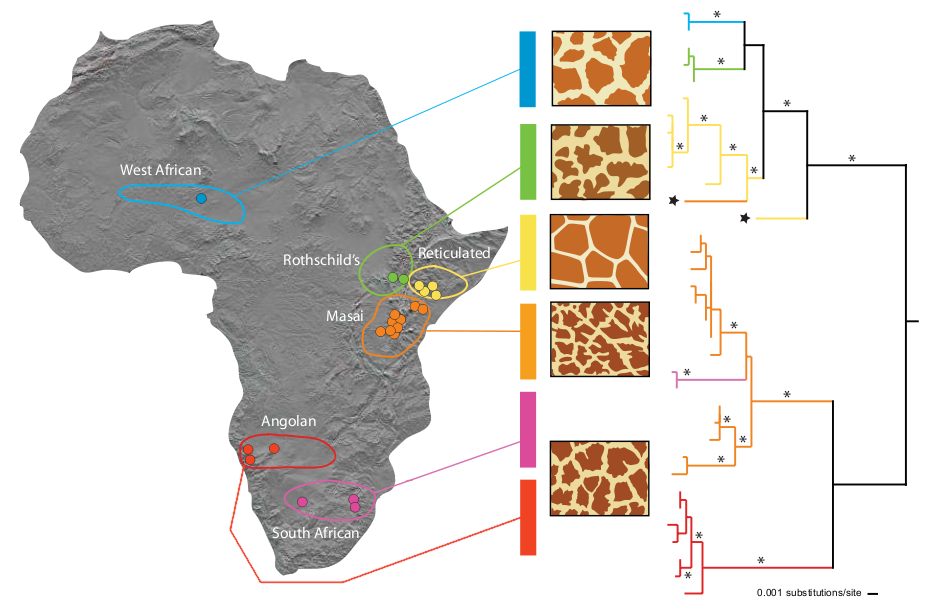
«Areale approssimato, disegno del manto e relazioni filogenetiche tra alcune sottospecie di giraffa basate su sequenze del DNA mitocondriale. I punti colorati sulla mappa rappresentano il luogo di provenienza dei campioni analizzati. L'albero filogenetico è un filogramma di massima verosimiglianza basato su campioni provenienti da 266 giraffe. Gli asterischi lungo i rami corrispondono a valori dei nodi di più del 90% del supporto bootstrap. Le stelle all'estremità dei rami identificano aplotipi parafiletici trovati nelle giraffe masai e reticolate».

La IUCN riconosce una singola specie di giraffa con nove sottospecie. Nel 2001 fu proposta una classificazione che divideva le giraffe in due specie. Uno studio del 2007 sulla genetica delle giraffe suggerì invece l'esistenza di sei specie: la giraffa dell'Africa occidentale, la giraffa di Rothschild, la giraffa reticolata, la giraffa masai, la giraffa dell'Angola e la giraffa sudafricana. Lo studio si basava su differenze genetiche nel DNA nucleare e mitocondriale (mtDNA), rivelando che le popolazioni di queste giraffe sono isolate riproduttivamente e si incrociano raramente, nonostante non ci siano ostacoli naturali a separarle. Ciò include anche popolazioni adiacenti, come le giraffe di Rothschild, reticolate e masai. Inoltre, la giraffa masai potrebbe essere ulteriormente suddivisa in più specie, separate dalla Rift Valley.
Le giraffe reticolate e masai hanno mostrato la maggiore diversità genetica di mtDNA, coerente con l'origine delle giraffe nell'Africa orientale. Le popolazioni settentrionali sono risultate geneticamente più vicine alle giraffe reticolate, mentre quelle meridionali alle giraffe masai. Inoltre, si è osservato che le giraffe selezionano i propri compagni in base al tipo di mantello, un tratto che viene trasmesso alla prole.
Nel 2011, un'analisi dettagliata della morfologia delle giraffe, unita al concetto di specie filogenetica, propose l'esistenza di otto specie viventi. Successivamente, uno studio del 2016 concluse che le giraffe viventi erano costituite da quattro specie separate che non si sono incrociate geneticamente da 1 a 2 milioni di anni. Tuttavia, una risposta critica a questa pubblicazione evidenziò sette problemi metodologici e concluse che "le conclusioni proposte non dovrebbero essere accettate incondizionatamente".
La Giraffe Conservation Foundation (GCF), insieme al Senckenberg Biodiversity and Climate Research Centre (BiK-F), attraverso l’analisi del DNA, identificò quattro specie di giraffa: la giraffa masai (G . tippelskirchi), la giraffa settentrionale (G. camelopardalis), la giraffa reticolata (G. reticulata) e la giraffa meridionale (G. giraffa). Queste specie occupano aree geografiche ben distinte sul territorio africano.
Uno studio del 2020 dimostrò che, a seconda del metodo utilizzato, si possono considerare diverse ipotesi tassonomiche, che riconoscono da due a sei specie all'interno del genere Giraffa. Lo studio rivelò inoltre che i metodi di coalescenza multi-specie possono portare a un'eccessiva suddivisione tassonomica, delimitando più la struttura geografica che le specie. L'ipotesi delle tre specie (G. camelopardalis, G . giraffa e G . tippelskirchi) è altamente supportata da analisi filogenetiche e genetiche di popolazione.
In passato, esistevano anche sette specie estinte di giraffe:
- † Giraffa gracilis
- † Giraffa jumae
- † Giraffa priscilla
- † Giraffa punjabiensis
- † Giraffa pygmaea
- † Giraffa sivalensis
- † Giraffa stillei

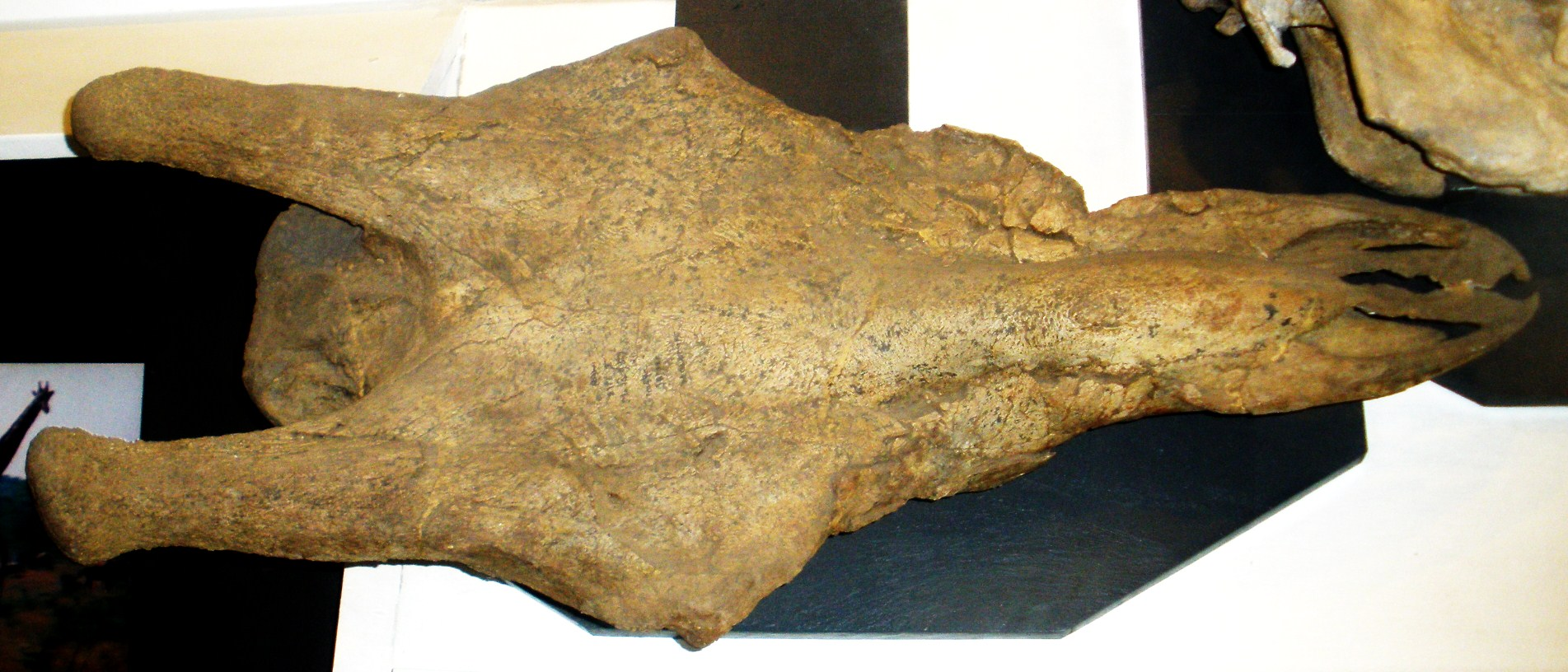
Fossile di Giraffa jumae al museo di storia naturale di Londra.

Un'altra specie, G. attica, in precedenza classificata nel genere Giraffa, è stata riclassificata nel 1929 come Bohlinia attica.
| Tassonomia di una specie    | Tassonomia delle tre specie                | Tassonomia delle quattro specie                                                                  | Tassonomia di otto specie | Descrizione | Immagine |
| --------------------------- | ------------------------------------------ | ------------------------------------------------------------------------------------------------ | --- | --- | -------- |
| Giraffa (G. camelopardalis) | Giraffa settentrionale (G. camelopardalis) | Giraffa settentrionale (G. camelopardalis)                                                       | Giraffa del Kordofan (G. antiquorum) | La giraffa del Kordofan (G. c. antiquorum) è distribuita nel Ciad meridionale, nella Repubblica Centrafricana, nel Camerun settentrionale e nella Repubblica Democratica del Congo nord-orientale. In passato, le popolazioni del Camerun erano considerate appartenenti a G. c. peralta, ma studi successivi hanno dimostrato che tale classificazione era errata. Rispetto alla giraffa della Nubia, questa sottospecie presenta macchie più piccole irregolari, che possono estendersi fino ai garretti e alla parte interna delle zampe. I maschi sono caratterizzati dalla presenza di un bernoccolo mediale sul cranio. Si stima che in natura sopravvivano al massimo 2.000 esemplari. Tuttavia, censire il numero di giraffe del Kordofan presenti negli zoo è stato complicato a causa della confusione tra questa sottospecie e G. c. peralta. Uno studio pubblicato nel 2007 ha chiarito che tutte le giraffe identificate come G. c. peralta negli zoo europei erano in realtà G. c. antiquorum. Con questa correzione, si ritiene che circa 65 esemplari di questa sottospecie siano ospitati negli zoo. Inoltre, esemplari che in passato venivano classificati come appartenenti a una sottospecie distinta, G. c. congoesis, sono oggi considerati giraffe del Kordofan. |          |
| Giraffa (G. camelopardalis) | Giraffa settentrionale (G. camelopardalis) | Giraffa settentrionale (G. camelopardalis)                                                       | Giraffa della Nubia, include anche la giraffa di Rothschild (G. camelopardalis) anche conosciuta come giraffa del Baringo o giraffa dell'Uganda     | La giraffa della Nubia (G. c. camelopardalis) si trova principalmente nell'area orientale del Sudan del Sud e nel sud-ovest dell'Etiopia. Questa sottospecie si distingue per le sue macchie di colore castano ben definite, separate da linee prevalentemente bianche, con una regione inferiore priva di macchie. Nei maschi, il bernoccolo mediale è particolarmente sviluppato. Si stima che in natura sopravvivano meno di 2.500 esemplari, anche se il numero esatto rimane incerto. La giraffa della Nubia è rara in cattività, ma un gruppo è ospitato presso lo zoo di Al Ain, negli Emirati Arabi Uniti. Nel 2003, questo gruppo contava 14 esemplari. La giraffa di Rothschild (G. c. rothschildi) potrebbe rappresentare un ecotipo di G. c. camelopardalis. Il suo areale include alcune regioni dell'Uganda e del Kenya, mentre la sua presenza nel Sudan del Sud rimane incerta. Questa sottospecie si distingue per le grandi macchie scure con bordi generalmente rettilinei, che talvolta possono essere frastagliati. Le macchie possono presentare linee o strisce più chiare al loro interno. Di solito, il disegno delle macchie non si estende oltre i garretti e raramente raggiunge gli zoccoli. Un'altra caratteristica distintiva è lo sviluppo di cinque ossiconi in alcuni individui. Si stima che ne rimangano circa 1.500 individui allo stato brado, mentre oltre 450 esemplari sono ospitati in zoo. Tuttavia, un'analisi genetica condotta nel settembre 2016 ha suggerito che la giraffa di Rothschild potrebbe essere conspecifica con la giraffa della Nubia (G. c. camelopardalis). |          |
| Giraffa (G. camelopardalis) | Giraffa settentrionale (G. camelopardalis) | Giraffa settentrionale (G. camelopardalis)                                                       | Giraffa dell'Africa occidentale (G. peralta), anche conosciuta come giraffa del Niger                                                               | La giraffa dell'Africa occidentale (G. c. peralta) è endemica del sud-ovest del Niger. Questa sottospecie si distingue per una colorazione più chiara rispetto alle altre, con macchie rosse di forma lobata che si estendono oltre i garretti. Gli ossiconi sono più lunghi rispetto a quelli delle altre sottospecie, e nei maschi si osservano bernoccoli mediali ben sviluppati. Con circa 450 esemplari rimasti in natura, è la sottospecie di giraffa più minacciata. In passato, si credeva che le giraffe presenti in Camerun appartenessero a questa sottospecie, ma studi successivi le hanno identificate come G. c. antiquorum. Questo errore ha generato confusione anche riguardo agli esemplari presenti negli zoo. Tuttavia, nel 2007, è stato stabilito che tutte le presunte G. c. peralta ospitate negli zoo europei appartenevano in realtà a G. c. antiquorum. Lo stesso studio del 2007 ha rivelato che la giraffa dell'Africa occidentale è geneticamente più vicina alla giraffa di Rothschild che alla giraffa di Kordofan. I suoi antenati potrebbero aver migrato dall'Africa orientale verso il Nord Africa, stabilendosi nella sua attuale distribuzione durante l'avanzamento del deserto del Sahara. Durante l'Olocene (prima del 5000 a.C.), il lago Ciad potrebbe aver agito come una barriera naturale, separando le giraffe dell'Africa occidentale da quelle del Kordofan. |          |
| Giraffa (G. camelopardalis) | Giraffa settentrionale (G. camelopardalis) | Giraffa reticolata (G. reticulata), anche conosciuta come giraffa somala o giraffa della Somalia | Giraffa reticolata (G. reticulata), anche conosciuta come giraffa somala o giraffa della Somalia                                                    | La giraffa reticolata (G. reticulata) è originaria del Kenya nord-orientale, dell'Etiopia meridionale e della Somalia. Questa sottospecie si distingue per la sua caratteristica colorazione, con macchie poligonali di colore bruno-rossastro dai margini spigolosi, separate da una rete di sottili linee bianche. In alcuni casi, le macchie possono estendersi fino ai garretti, e nei maschi si osservano la presenza di un bernoccolo mediale. Si stima che in natura sopravvivano al massimo 8.700 esemplari. Inoltre, secondo i dati dell'International Species Information System, oltre 450 esemplari di giraffa reticolata sono ospitati in zoo. |          |
| Giraffa (G. camelopardalis) | Giraffa meridionale (G. giraffa)           | Giraffa meridionale (G. giraffa)                                                                 | Giraffa dell'Angola (G. angolensis), anche conosciuta come giraffa della Namibia                                                                    | La giraffa dell'Angola (G. g. angolensis) è presente nella Namibia settentrionale, nello Zambia sud-occidentale, nel Botswana e nello Zimbabwe occidentale. Uno studio genetico del 2009 ha suggerito che le popolazioni del deserto del Namib settentrionale e del Parco Nazionale di Etosha potrebbero appartenere a una sottospecie distinta. Questa sottospecie si caratterizza per grandi macchie marroni con bordi che possono essere leggermente frastagliati o presentare prolungamenti angolari. Il disegno a macchie si estende su tutte le zampe ma non sulla parte superiore della faccia, mentre le macchie su collo e posteriore tendono a essere più piccole. Un'altra particolarità è la presenza di una macchia bianca sull'orecchio. Si stima che in natura ne rimangano al massimo 13.500 esemplari, mentre circa 20 sono ospitati in zoo. |          |
| Giraffa (G. camelopardalis) | Giraffa meridionale (G. giraffa)           | Giraffa meridionale (G. giraffa)                                                                 | Giraffa del Sudafrica (G. giraffa) anche conosciuta come giraffa del Capo                                                                           | La giraffa del Sudafrica (G. g. giraffa) si trova nel Sudafrica settentrionale, nel Botswana meridionale, nello Zimbabwe meridionale e nel Mozambico sud-occidentale. Questa sottospecie è caratterizzata da macchie scure, generalmente arrotondate, con sottili proiezioni, su una colorazione di fondo fulva. Scendendo lungo le zampe, le macchie diventano progressivamente più piccole. Nei maschi, il bernoccolo mediale è meno sviluppato rispetto ad altre sottospecie. Si stima che in natura sopravvivano al massimo 39.000 esemplari, mentre circa 45 sono ospitati in zoo. |          |
| Giraffa (G. camelopardalis) | Giraffa masai (G. tippelskirchi)           | Giraffa masai (G. tippelskirchi)                                                                 | Giraffa masai (G. tippelskirchi), anche nota come giraffa del Kilimanjaro                                                                           | La giraffa masai (G. t. tippelskirchi) vive principalmente nel Kenya centrale e meridionale e in Tanzania. Questa sottospecie si distingue per le sue caratteristiche macchie irregolari e frastagliate, simili a stelle, che si estendono fino agli zoccoli. Nei maschi è solitamente presente un bernoccolo mediale. Si ritiene che in natura sopravvivano al massimo 32.500 esemplari, mentre circa 100 sono ospitati in zoo. |          |
| Giraffa (G. camelopardalis) | Giraffa masai (G. tippelskirchi)           | Giraffa masai (G. tippelskirchi)                                                                 | Giraffa di Thornicroft ("G. thornicrofti", in onore di Harry Scott Thornicroft), anche conosciuta come giraffa di Luangwa, o giraffa della Rhodesia | La giraffa di Thornicroft (G. t. thornicrofti) è una sottospecie endemica della valle del Luangwa, nello Zambia orientale. Le sue macchie, di forma frastagliata e leggermente simili a stelle, possono estendersi o meno lungo le zampe. Nei maschi, il bernoccolo mediale è poco sviluppato. Si stima che ne rimangano al massimo 1.500 esemplari in natura, mentre non esistono individui in cattività. |          |

Le giraffe reticolate e masai mostrano una maggiore diversità nel DNA mitocondriale, un dato che suggerisce che le giraffe abbiano avuto origine nell'Africa orientale. Le popolazioni più settentrionali risultano geneticamente più vicine alle giraffe reticolate, mentre quelle meridionali sono più strettamente imparentate con le giraffe masai. Inoltre, sembra che le giraffe scelgano i propri partner in base a un disegno del mantello simile, un tratto che si imprime nella loro memoria durante l'infanzia..
Queste scoperte hanno importanti implicazioni per la conservazione delle giraffe. David Brown, autore principale dello studio, ha riassunto la situazione in un'intervista a BBC News, affermando: «Riunire tutte le giraffe in un'unica specie nasconde il fatto che alcune razze siano sull'orlo dell'estinzione. Alcune di queste popolazioni contano appena poche centinaia di esemplari e necessitano di immediata protezione».
Per quanto riguarda la giraffa dell'Africa occidentale, essa risulta più strettamente imparentata con le giraffe di Rothschild e con quelle reticolate, piuttosto che con la giraffa del Kordofan. I suoi antenati potrebbero aver migrato dall'Africa orientale verso l'Africa settentrionale, raggiungendo infine il suo attuale areale con l'avanzare del deserto del Sahara. Durante l'Olocene, il lago Ciad, al culmine della sua estensione, potrebbe aver agito come una barriera naturale, separando le giraffe dell'Africa settentrionale da quelle del Kordofan.

## Descrizione e anatomia

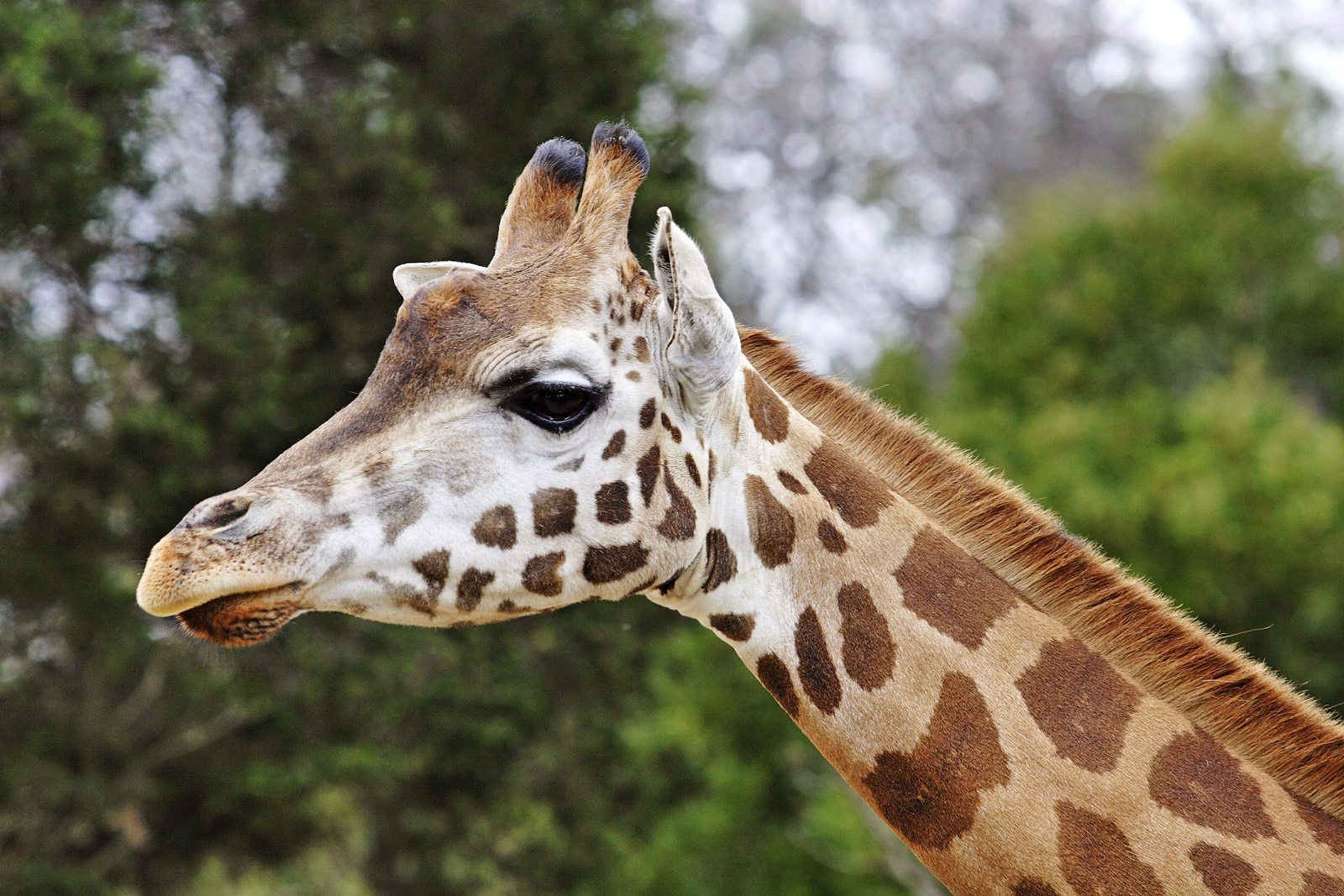
Primo piano della testa di una giraffa allo zoo di Melbourne.

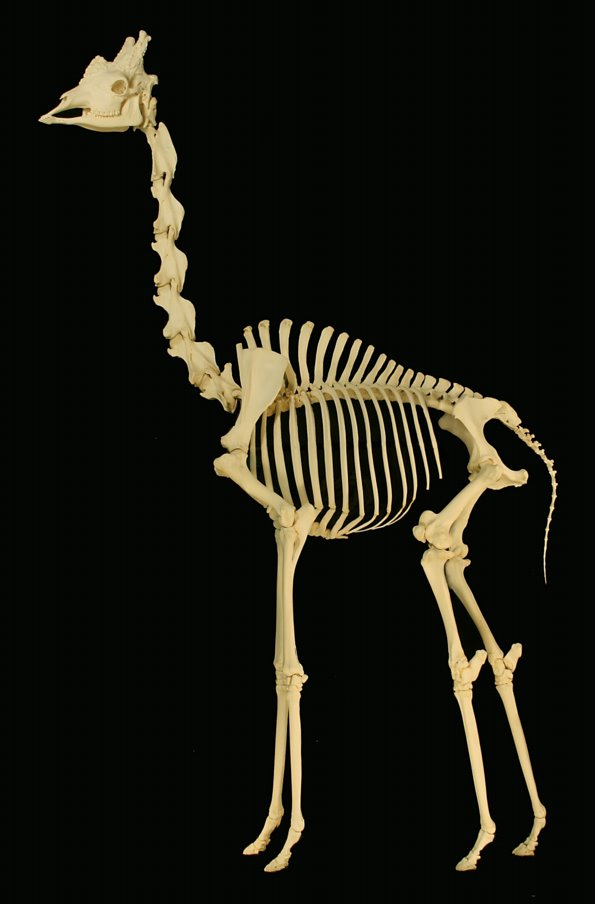
Scheletro di giraffa in mostra al museo di osteologia di Oklahoma City (Oklahoma).

Le giraffe adulte possono raggiungere un'altezza compresa tra i 4 e i 6 metri, con i maschi che risultano più alti delle femmine. Il peso medio è di circa 1.200 kg per i maschi e 800 kg per le femmine, con valori massimi registrati rispettivamente di 1.930 kg e 1.289 kg. Nonostante il collo e le zampe siano estremamente lunghi, il corpo della giraffa è relativamente corto.
I grandi occhi bulbosi, posizionati ai lati della testa, garantiscono all'animale una visione a tutto campo da grande altezza. Le giraffe vedono a colori e possiedono un udito e un olfatto altamente sviluppati. Grazie a muscoli specializzati, possono chiudere le narici per proteggersi dalle tempeste di sabbia e dalle formiche. La loro lingua prensile, lunga circa 40-50 cm, ha una colorazione nero-violacea che potrebbe proteggerla dal calore del sole. Questa lingua è utilizzata per strappare il fogliame e per la pulizia del corpo e del naso. Anche il labbro superiore è prensile e, come la lingua, serve per manipolare il cibo. Inoltre, le labbra, la lingua e l'interno della bocca sono ricoperti da papille che proteggono dalle spine delle piante.
Il manto della giraffa è ricoperto da chiazze scure (di colore arancio, castano, marrone o quasi nero) separate da peli chiari (bianchi o color crema). Nei maschi, il manto tende a scurirsi con l'età. Questo disegno è utile per il camuffamento, consentendo all'animale di mimetizzarsi tra il chiaro e lo scuro della savana alberata. Nonostante ciò, le giraffe adulte fanno maggior affidamento sulla loro altezza e sulla capacità di difendersi piuttosto che sul camuffamento, che risulta più importante per i piccoli. La pelle sotto le macchie scure potrebbe favorire la termoregolazione, grazie a un complesso sistema di vasi sanguigni e ghiandole sudoripare. Ogni giraffa ha un disegno del mantello unico. La pelle, per lo più grigia, è molto spessa, permettendo all'animale di attraversare boscaglie spinose senza ferirsi.
Il pelo della giraffa contiene sostanze repellenti per i parassiti, conferendole un odore caratteristico. Sono stati identificati almeno 11 composti aromatici principali nel pelo, con l'indolo e il β-metilindolo responsabili della maggior parte dell'odore. Nei maschi l'odore è più pungente, suggerendo una possibile funzione sessuale.
Lungo il collo corre una criniera composta da brevi peli eretti. La coda, lunga circa un metro, termina con un ciuffo di peli neri ed è utilizzata per scacciare gli insetti.

### Cranio e ossiconi
In entrambi i sessi delle giraffe sono presenti strutture prominenti simili a corna, chiamate ossiconi. Questi sono formati da cartilagine ossificata ricoperta di pelle e fusi al cranio all'altezza delle ossa parietali. Essendo vascolarizzati, gli ossiconi possono avere un ruolo nella termoregolazione e sono utilizzati nei combattimenti tra maschi.
L'aspetto degli ossiconi varia in base al sesso e all'età. Nelle femmine e nei giovani sono sottili e presentano ciuffi di peli alla sommità, mentre nei maschi adulti terminano con una sorta di pomello e tendono a essere glabri sulla sommità. Inoltre, nei maschi è presente un bernoccolo mediale più prominente, che emerge dalla regione anteriore del cranio. Con l'avanzare dell'età, i maschi sviluppano depositi di calcio che formano bozzi sul cranio, rendendolo più pesante e simile a una mazza, caratteristica che li avvantaggia nei combattimenti.
Il cranio della giraffa è alleggerito dalla presenza di numerosi seni paranasali, ma nei maschi diventa progressivamente più massiccio con l'età. La mascella superiore è dotata di un palato scanalato e priva di denti anteriori, mentre i molari hanno una superficie ruvida, adatta per triturare il cibo.

### Zampe, locomozione e postura
Le zampe anteriori e posteriori della giraffa hanno all'incirca la stessa lunghezza. Il radio e l'ulna delle zampe anteriori sono articolate dal carpo, una struttura che, pur essendo l'equivalente del polso umano, funziona come un ginocchio. Un legamento sospensorio sembra aiutare le zampe, apparentemente esili, a sostenere il notevole peso dell'animale. I piedi della giraffa hanno un diametro di 25-30 cm, mentre gli zoccoli misurano 15-20 cm di altezza nei maschi e 10-15 cm nelle femmine. Il retro di ciascuno zoccolo è più basso e il nodello è posizionato vicino al terreno, offrendo ulteriore sostegno al peso. Le giraffe non possiedono cuscinetti o ghiandole interdigitali. Il bacino è relativamente stretto, ma l'ilio si allarga alle estremità superiori.
La giraffa ha due andature principali: il passo e il galoppo. Nel passo, solleva prima le due zampe dello stesso lato e poi quelle dell'altro lato. Durante il galoppo, le zampe posteriori si spingono in avanti fino a oltrepassare quelle anteriori, che si muovono poi in avanti; contemporaneamente, la coda si raggomitola. In entrambe le andature, i movimenti del collo aiutano a bilanciare il peso del corpo: quando le zampe avanzano, il collo si muove in avanti, mentre quando le zampe toccano terra, il collo si sposta all'indietro. La giraffa può raggiungere una velocità di 60 km/h in brevi sprint e mantenere una velocità di 50 km/h per diversi chilometri.
La giraffa riposa sdraiandosi con il corpo sulle zampe piegate. Per sdraiarsi, si inginocchia prima sulle zampe anteriori, abbassando poi il resto del corpo, e per rialzarsi compie il movimento inverso. A ogni passo, l'animale oscilla la testa per bilanciare il movimento. In cattività, la giraffa dorme in media 4,6 ore al giorno, principalmente di notte. Solitamente dorme sdraiata, ma gli esemplari più anziani possono anche dormire in piedi. Durante le fasi di "sonno profondo", spesso sdraiata, piega il collo all'indietro e appoggia la testa sul fianco o sulla coscia, una posizione che suggerisce un sonno paradosso.
Quando beve, la giraffa deve allargare le zampe anteriori o piegare le ginocchia per raggiungere il livello dell'acqua. Non è considerata una buona nuotatrice: le sue lunghe zampe rappresentano un ostacolo in acqua, rendendo difficile mantenere il corpo in equilibrio e il collo e la testa sopra la superficie. Tuttavia, potrebbe essere in grado di galleggiare, sebbene con difficoltà.

### Collo

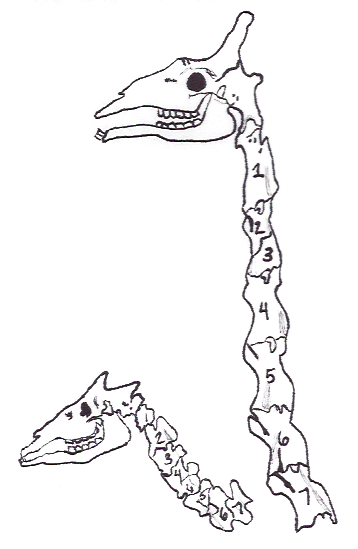
Malgrado le grandi differenze di lunghezza, sia la giraffa (a destra) che l'okapi (a sinistra) hanno sette vertebre cervicali.

La giraffa ha un collo estremamente lungo, che può raggiungere i 2–2,4 metri di lunghezza, rendendolo il principale responsabile della straordinaria altezza dell'animale. Questa lunghezza deriva dall'estensione delle vertebre cervicali, non da un numero maggiore di vertebre. Ogni vertebra cervicale misura oltre 28 cm di lunghezza, costituendo il 52-54% della lunghezza totale della colonna vertebrale, rispetto al 27-33% degli altri grandi ungulati, compreso l'okapi, il parente più stretto della giraffa. L'allungamento del collo avviene principalmente dopo la nascita, poiché partorire piccoli con colli di dimensioni adulte rappresenterebbe una grande difficoltà per le femmine. La testa e il collo della giraffa sono sostenuti da potenti muscoli e da un legamento nucale ancorato ai lunghi processi dorsali delle vertebre toraciche anteriori, creando l'impressione di una gobba.

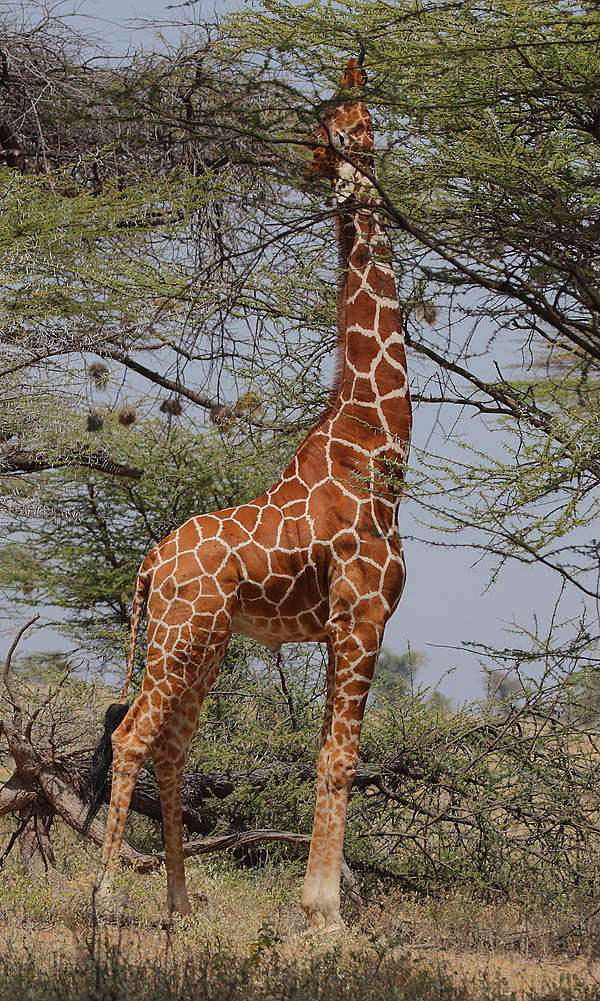
Un maschio adulto si nutre dai rami alti di un'acacia.

Le vertebre del collo della giraffa presentano enartrosi, con l'articolazione atlante-epistrofeo (C1 e C2) che consente movimenti verticali, permettendo all'animale di raggiungere i rami più alti con la lingua. L'articolazione tra le vertebre cervicali e toraciche si trova tra T1 e T2, invece che tra C7 e T1 come negli altri ruminanti. Questo posizionamento consente a C7 di contribuire all'allungamento del collo, dando l'impressione che T1 sia una vertebra cervicale aggiuntiva. Tuttavia, T1 è classificata come toracica perché articolata con una costa, e variazioni nel numero di vertebre cervicali nei mammiferi sono generalmente associate a problemi neurologici e malattie.
Due principali teorie cercano di spiegare l'evoluzione del lungo collo della giraffa. La cosiddetta «ipotesi della competizione tra brucatori», proposta originariamente da Charles Darwin, sostiene che il collo lungo si sia evoluto per consentire alle giraffe di accedere a risorse alimentari fuori dalla portata di altri brucatori, come kudù, raficeri e impala. Le giraffe possono nutrirsi fino a 4,5 metri di altezza, mentre brucatori come il kudù raggiungono al massimo i 2 metri. Studi suggeriscono che la competizione sia più intensa ai livelli inferiori della vegetazione, e le giraffe possono alimentarsi in modo più efficiente tra i rami alti. Tuttavia, non c'è consenso su quanto tempo le giraffe trascorrano nutrendosi a livelli superiori rispetto agli altri brucatori. Inoltre, uno studio del 2010 ha evidenziato che le giraffe con colli più lunghi hanno maggiori probabilità di morire durante i periodi di siccità, probabilmente a causa della maggiore richiesta di nutrienti per mantenere il collo lungo.
L'altra ipotesi, quella della selezione sessuale, suggerisce che il collo lungo si sia evoluto come carattere sessuale secondario per avvantaggiare i maschi nei combattimenti di necking, in cui usano il collo per stabilire gerarchie e ottenere accesso alle femmine sessualmente recettive. I maschi hanno colli più lunghi e pesanti rispetto alle femmine della stessa età, e non partecipano ad altre forme di combattimento. Tuttavia, questa teoria non spiega perché anche le femmine abbiano colli lunghi.

### Struttura interna

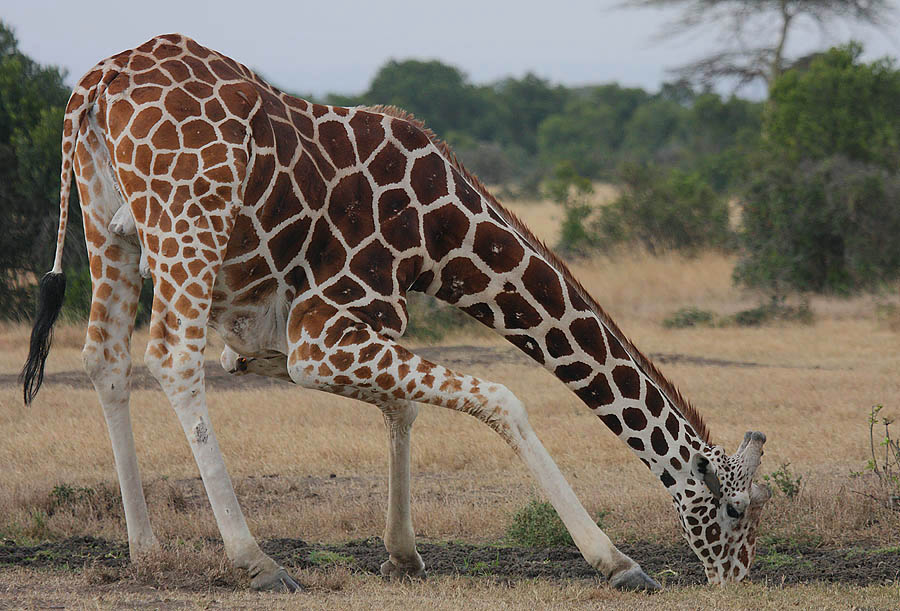
Una rete mirabile impedisce l'afflusso di sangue al cervello quando il collo viene abbassato.

Nei mammiferi, il nervo laringeo ricorrente sinistro è più lungo del destro, e nella giraffa raggiunge una lunghezza eccezionale di oltre 2 metri, mentre il destro supera di 30 cm il primo. Questi nervi sono più i lunghi tra tutti gli animali viventi. Ogni cellula nervosa che li compone parte dal tronco encefalico, scende lungo il collo attraverso il nervo vago, si ramifica nel nervo laringeo ricorrente e risale fino alla laringe, raggiungendo nelle giraffe più grandi una lunghezza complessiva di quasi 5 metri. Il cervello della giraffa ha una struttura simile a quella del bovino domestico.
Nonostante la sua mole, la giraffa ha un volume polmonare relativamente limitato a causa della forma dello scheletro. Il lungo collo aumenta il volume dello spazio morto respiratorio, aggravato dal ridotto lume della trachea, che aumenta la resistenza al flusso d'aria. Tuttavia, l'animale riesce comunque a fornire sufficiente ossigeno ai suoi tessuti.

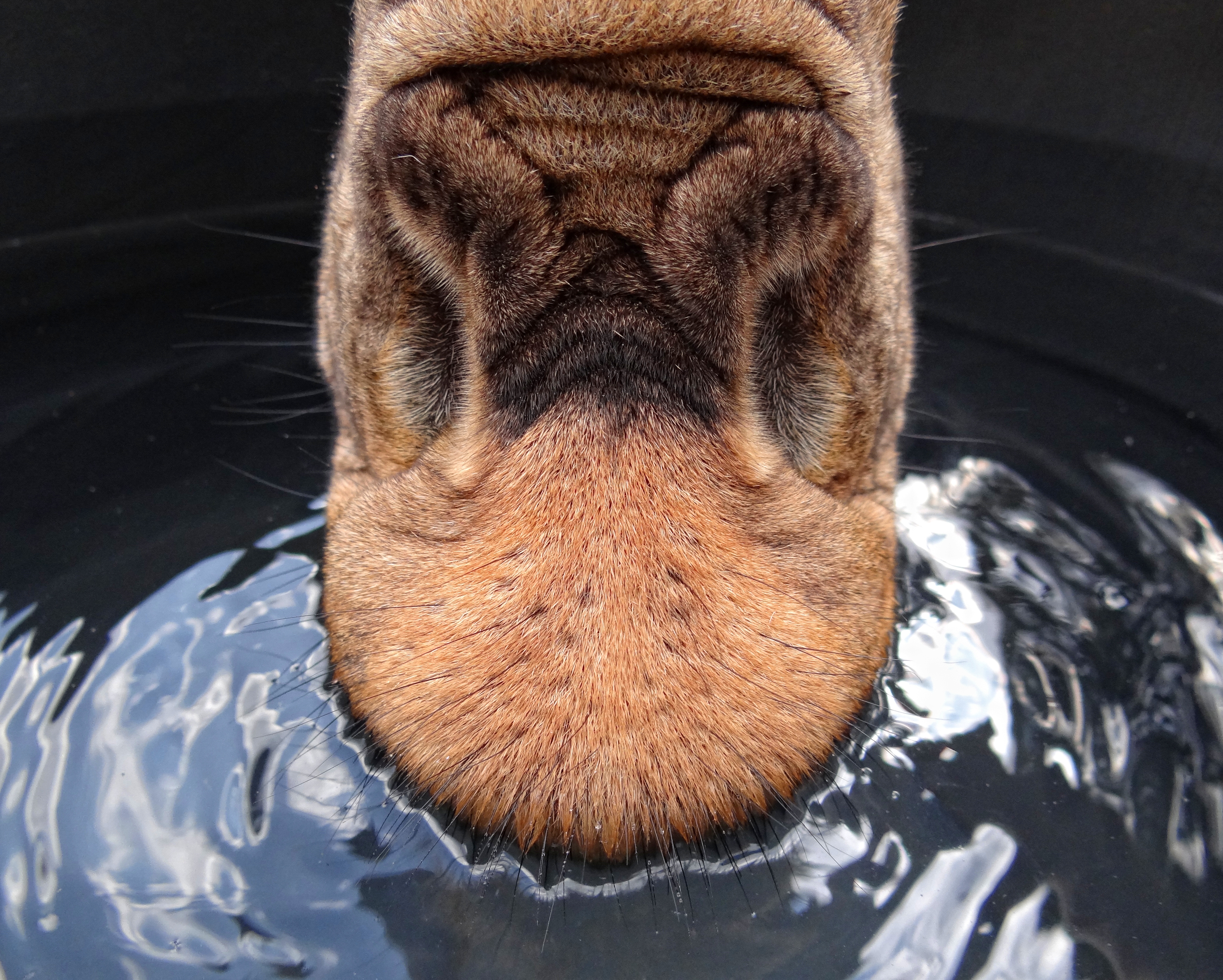
Bocca di giraffa che beve.

Il sistema circolatorio delle giraffe presenta adattamenti unici per la sua altezza. Il cuore, che pesa più di 11 kg e misura circa 60 cm di lunghezza, deve generare una pressione sanguigna doppia rispetto a quella umana per pompare sangue fino al cervello. Per farlo, ha pareti spesse fino a 7,5 cm. La frequenza cardiaca, nonostante le dimensioni dell'animale, è sorprendentemente alta, raggiungendo i 150 battiti al minuto.
Nella parte superiore del collo, una rete mirabile regola l'afflusso di sangue al cervello, evitando danni quando la giraffa abbassa la testa. Inoltre, le vene giugulari contengono numerose valvole (solitamente sette) per impedire il reflusso del sangue dalla vena cava inferiore e dall'atrio destro. Nelle zampe inferiori, i vasi sanguigni sono sottoposti a forte pressione a causa del peso del sangue. Questo problema è mitigato da una pelle spessa e aderente, che impedisce l'accumulo eccessivo di sangue in quella zona.
La giraffa è dotata di muscoli esofagei particolarmente forti, che facilitano il rigurgito del cibo durante la ruminazione. Come tutti i ruminanti, possiede uno stomaco tetracamerato, con una prima camera adattata alla sua dieta specializzata. L'intestino della giraffa è lungo fino a 80 metri, con intestino tenue e crasso di lunghezza simile. Il fegato è piccolo e compatto, mentre la cistifellea, presente durante la vita fetale, spesso scompare prima della nascita.

## Comportamento ed ecologia

### Habitat e alimentazione

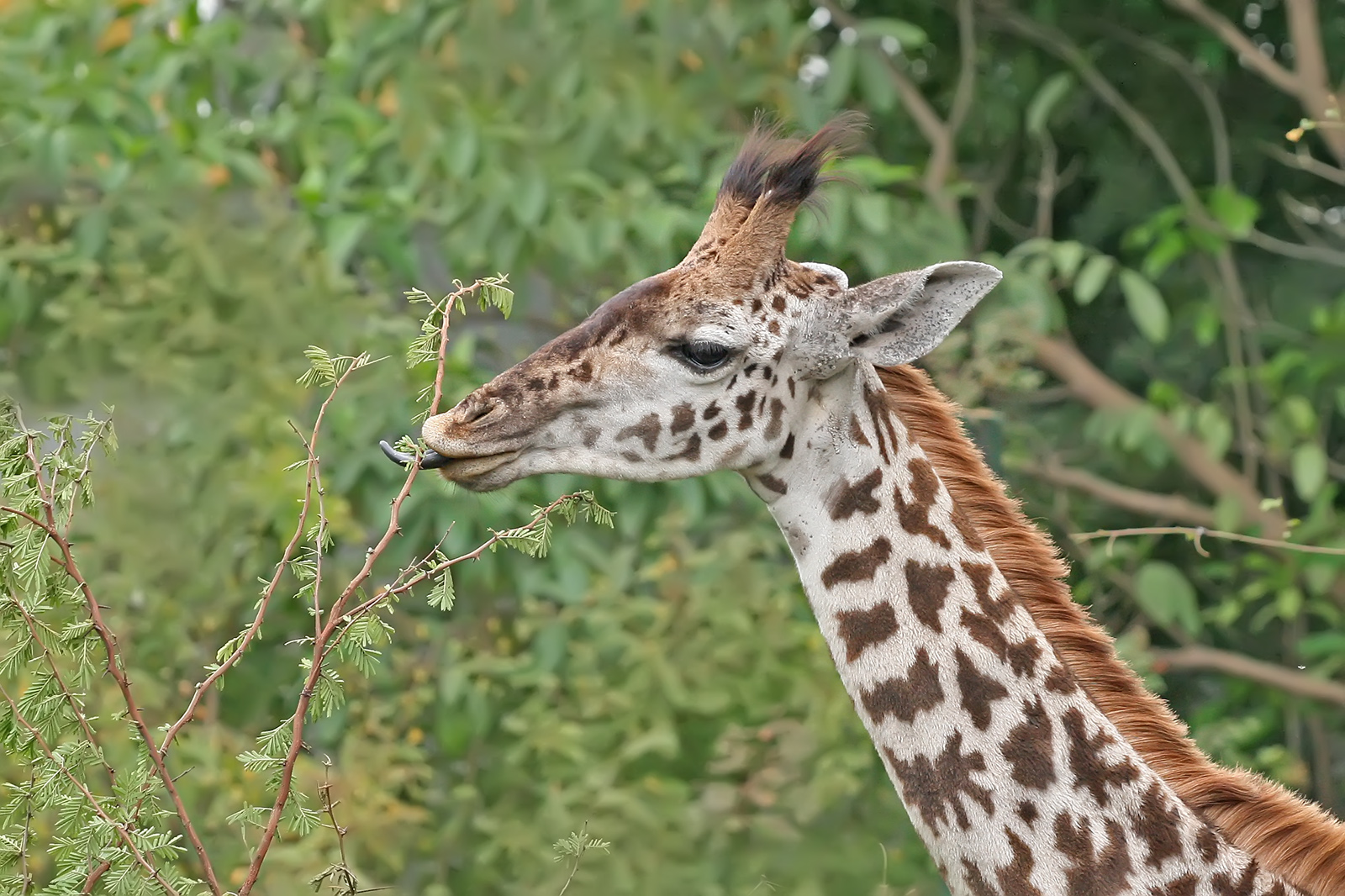
La giraffa estende la lingua per mangiare. Lingua, labbra e palato sono abbastanza spessi da evitare di ferirsi con le spine degli alberi.

Le giraffe vivono principalmente in savane, praterie e boschi aperti. Preferiscono le boscaglie di Acacia, Commiphora e Combretum, così come le macchie aperte di Terminalia, evitando ambienti più fitti come le boscaglie di Brachystegia. La giraffa dell'Angola, tuttavia, può adattarsi anche a zone desertiche.
La dieta delle giraffe si basa principalmente sui ramoscelli degli alberi, in particolare dei generi Acacia, Commiphora e Terminalia, che forniscono importanti fonti di calcio e proteine, essenziali per sostenere il loro rapido tasso di crescita. Inoltre, si nutrono di arbusti, erba e frutti, consumando in media circa 34 kg di foglie al giorno. Quando sono agitate, possono strappare e masticare pezzi di corteccia dai rami. Sebbene siano erbivore, è noto che occasionalmente visitino carcasse per leccare carne essiccata dalle ossa.
Durante la stagione umida, il cibo abbondante consente loro di disperdersi su vasta aree, mentre nella stagione secca si concentrano attorno agli alberi e agli arbusti sempreverdi rimasti. Le madri tendono ad alimentarsi in aree aperte per individuare più facilmente i predatori, anche se ciò può ridurre l'efficienza della nutrizione. Come ruminanti, le giraffe masticano il cibo per poi rigurgitarlo come bolo alimentare predigerito nel rumine, che viene ulteriormente masticato. Durante l'alimentazione, è comune che salivino abbondantemente. Grazie all'efficienza del loro sistema digestivo e alla ricchezza di nutrienti nelle foglie, richiedono meno cibo rispetto a molti altri erbivori. Le feci delle giraffe si presentano sotto forma di piccole palline. Quando hanno accesso all'acqua, bevono ogni tre giorni o meno.
Le giraffe hanno un impatto significativo sulla vegetazione, rallentando la crescita degli alberi giovani e modellando gli alberi più alti in una caratteristica forma "a parasole". Il foraggiamento è più intenso nelle prime e ultime ore del giorno, mentre nel resto del tempo riposano e ruminano. La ruminazione è particolarmente frequente durante la notte, quando la giraffa trascorrono più tempo sdraiate.

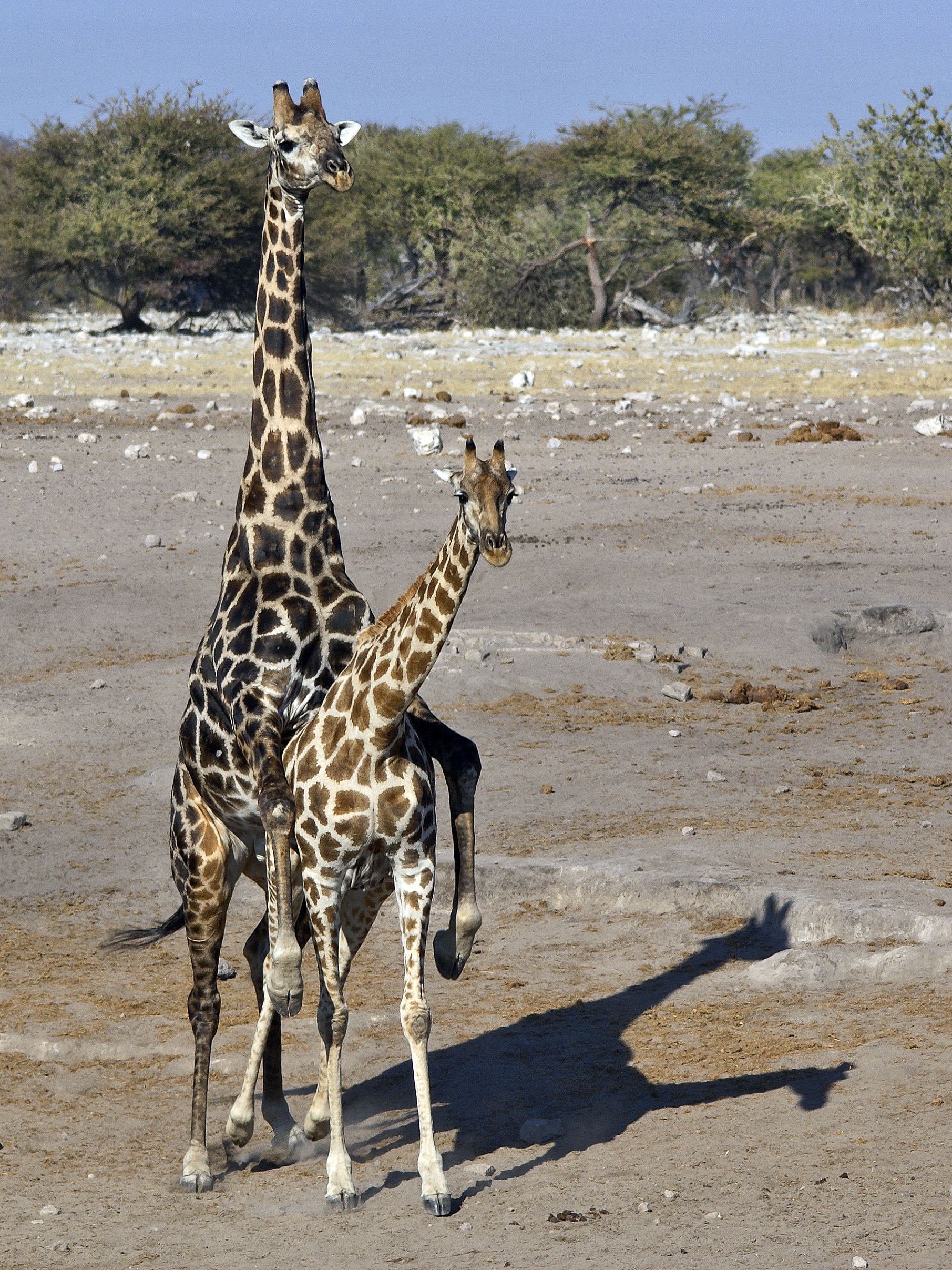
Maschio e femmina che si accoppiano. Generalmente, solo il maschio dominante può accoppiarsi.

### Vita sociale e abitudini riproduttive
Sebbene le giraffe vivano generalmente in gruppi, la composizione di queste unità è aperta e in continua evoluzione. I legami sociali tra i membri sono deboli, e le aggregazioni cambiano frequentemente, con membri che si uniscono o si separano ogni poche ore. Per scopi di ricerca, un «gruppo» è definito come una raccolta di individui distanti meno di un chilometro l'uno dall'altro e che si muovono nella stessa direzione generale. Un gruppo può arrivare a contare fino a 32 individui.
I gruppi più stabili sono quelli composti da madri e dai loro piccoli, che possono durare settimane o mesi. In questi gruppi, la coesione sociale è mantenuta dai legami tra i piccoli. Esistono anche gruppi misti, formati da femmine adulte e maschi giovani. I maschi subadulti sono particolarmente socievoli e spesso si cimentano in combattimenti simulati, ma i maschi adulti tendono a diventare più solitari con l'età. Le giraffe non sono territoriali, ma possiedono domini vitali. Di tanto in tanto, i maschi si allontanano dalle loro aree abituali.
La riproduzione delle giraffe è prevalentemente poligama. Solo pochi maschi anziani riescono ad accoppiarsi con le femmine fertili. I maschi valutano la fertilità delle femmine annusandone l'urina attraverso il comportamento noto come flehmen, che consente loro di individuare le femmine in estro. Essi tendono a preferire femmine giovani-adulte rispetto a quelle più giovani o anziane. Quando trovano una femmina in estro, i maschi iniziano il corteggiamento, durante il quale i maschi dominanti tengono a bada quelli subordinati. L'accoppiamento avviene con il maschio che si erge sulle zampe posteriori e appoggia le zampe anteriori sui fianchi della femmina, mantenendo la testa sollevata.
Le giraffe sono generalmente silenziose e non vocali, ma utilizzano una varietà di suoni per comunicare. Durante il corteggiamento, i maschi emettono forti colpi di tosse. Le femmine muggiscono per richiamare i piccoli, che a loro volta emettono sbuffi, belati, muggiti e suoni simili a miagolii. Le giraffe possono anche russare, sibilare, gemere ed emettere suoni simili a fischi. Inoltre, sono in grado di comunicare su lunghe distanze utilizzando gli infrasuoni.

### Nascita e cure parentali

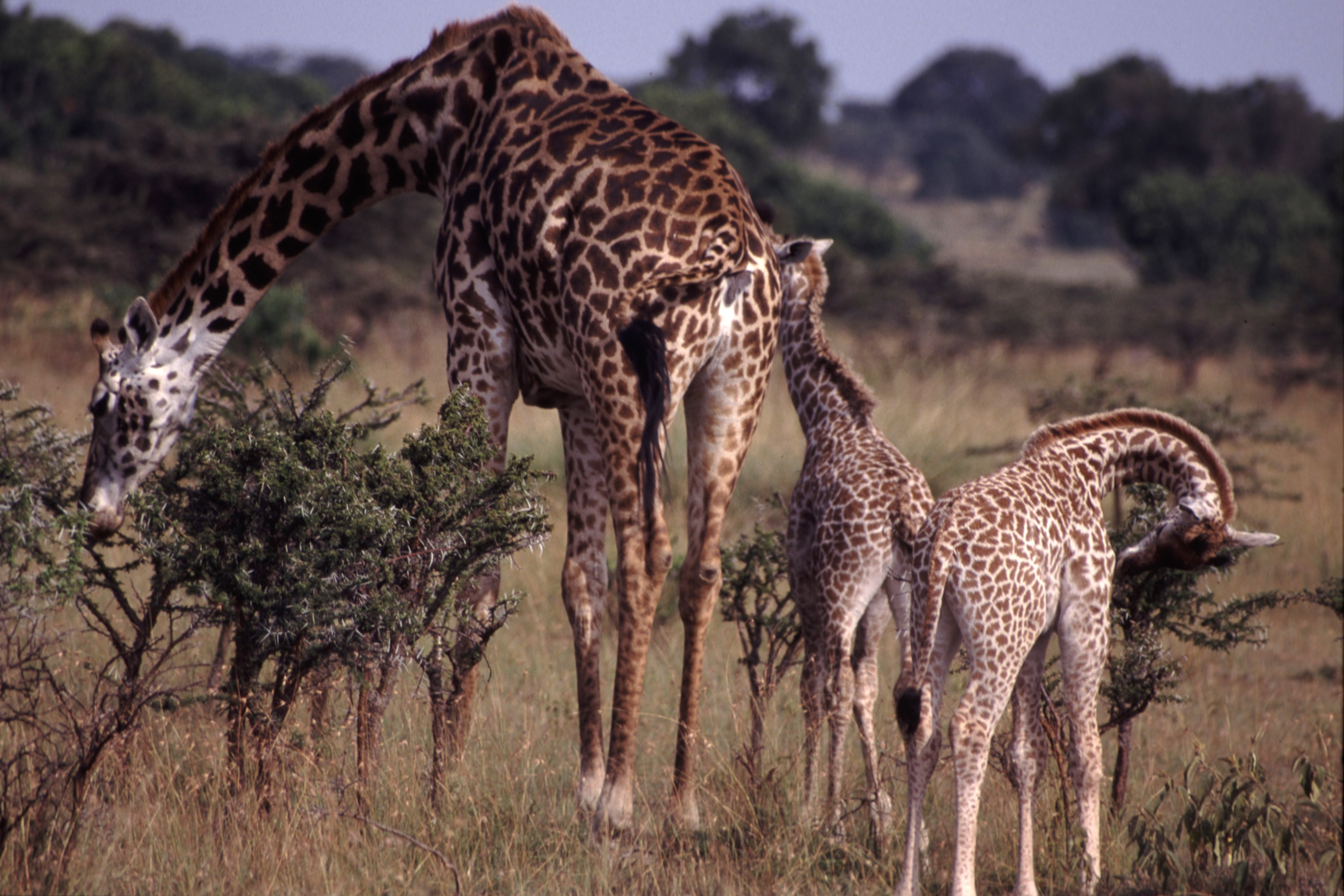
Madre con due piccoli. Occuparsi dei piccoli è quasi esclusivamente compito delle femmine.

La gestazione della giraffa dura circa 15 mesi, al termine dei quali solitamente nasce un unico piccolo, sebbene i parti gemellari non siano del tutto sconosciuti. La madre partorisce stando in piedi, e il piccolo emerge rompendo le membrane fetali con la testa e le zampe anteriori, cadendo poi a terra e recidendo il cordone ombelicale. Subito dopo, la madre pulisce il neonato e lo aiuta a sollevarsi in piedi. Alla nascita, una giraffa è già alta circa 1,8 metri. Nel giro di poche ore, il piccolo è in grado di correre e diventa quasi indistinguibile da un esemplare di una settimana. Durante le prime 1-3 settimane, tuttavia, tende a restare nascosto, sfruttando il suo mantello per mimetizzarsi. Gli ossiconi, appiattiti durante la gestazione, si erigono pochi giorni dopo la nascita.
Le madri con i loro piccoli si riuniscono in mandrie-nido, muovendosi e brucando insieme. In questi gruppi, chiamati "asili nido", le madri possono affidare i piccoli a un'altra femmina mentre si allontanano per nutrirsi o bere. I maschi adulti non partecipano all'allevamento dei piccoli, ma possono interagire con loro in modo amichevole. I piccoli sono continuamente esposti al rischio di predazione. Le madri li proteggono sovrastandoli con la loro mole e scalciando verso i predatori che si avvicinano troppo. Quando rilevano una minaccia, le femmine che sorvegliano un asilo nido allertano principalmente i propri piccoli, ma l'intero gruppo reagisce seguendole.
Il legame tra madre e piccolo varia, ma può durare fino al parto successivo. L'allattamento, invece, può durare da appena un mese fino a un anno intero. Le femmine raggiungono la maturità sessuale intorno ai quattro anni, mentre i maschi diventano maturi tra i quattro e i cinque anni. Tuttavia, i maschi devono spesso attendere almeno fino ai sette anni per avere l'opportunità di accoppiarsi, a causa della competizione con i maschi più anziani.

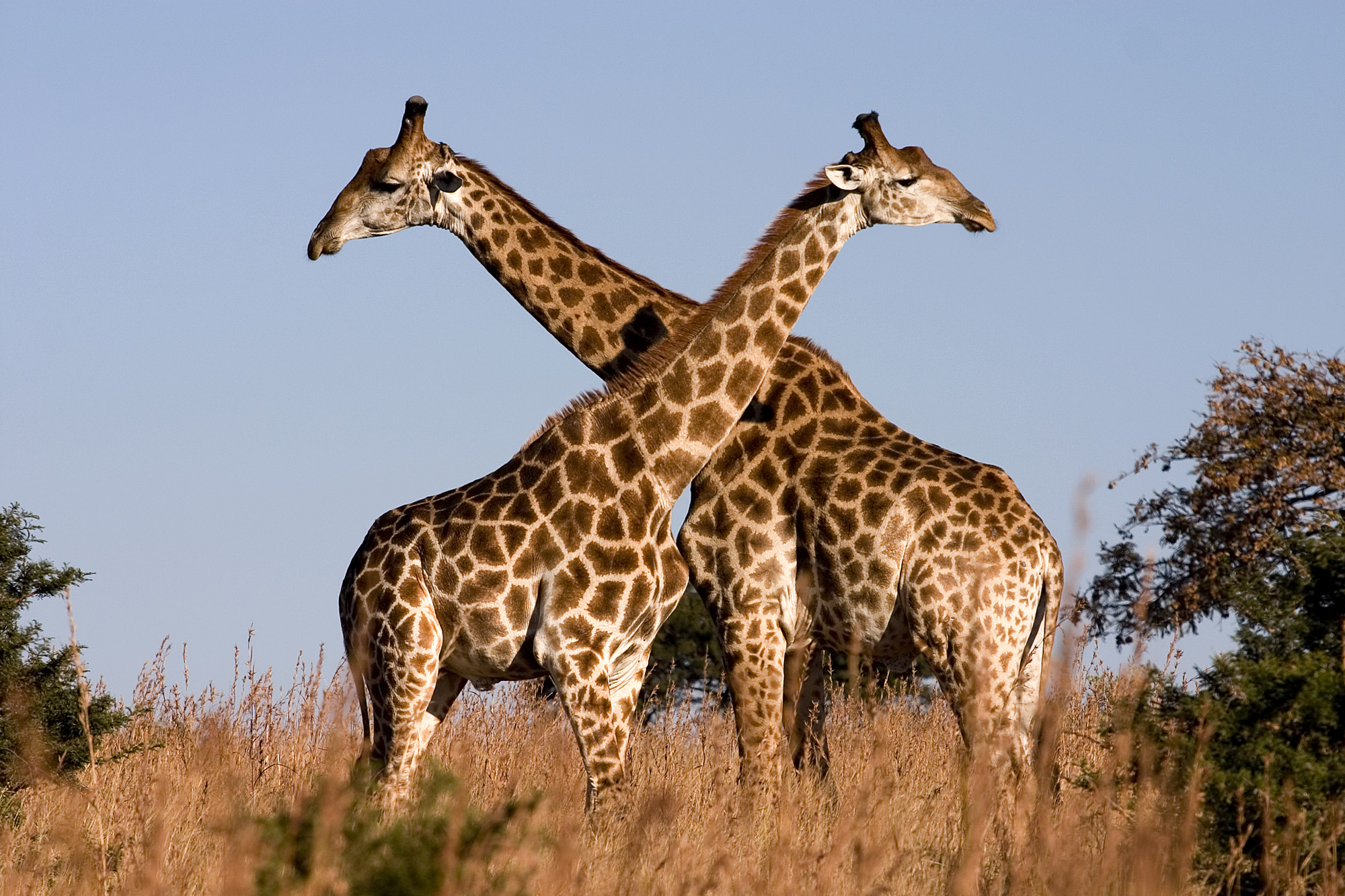
I maschi di giraffa combattono per stabilire la gerarchia.

### Ilnecking
I maschi si confrontano in combattimenti, a volte violenti, durante tutto l'anno. Questi scontri, noti in inglese come necking, coinvolgono principalmente l'uso del collo. Solitamente, la lotta inizia quando un maschio provocatore si avvicina a un altro maschio, ponendosi davanti a lui in posizione eretta e rigida sulle zampe. Se il rivale risponde assumendo lo stesso atteggiamento, il combattimento ha inizio.
La sfida inizialmente si svolge in modo ritualizzato: i due maschi si posizionano fianco a fianco, con le zampe divaricate, muovendosi lentamente nello stesso senso o in direzioni opposte. Incurvando il collo, cominciano a colpirsi reciprocamente con forza, utilizzando gli ossiconi. Successivamente, cercano di sospingere il corpo contro il fianco dell'avversario per destabilizzarlo. Se i primi colpi non bastano, la violenza aumenta e i suoni degli impatti possono essere uditi anche a centinaia di metri di distanza.
Per colpire, il maschio dondola la testa con forza, ma questo movimento riduce la precisione, permettendo all'avversario di schivare facilmente l'urto. La maggior parte dei colpi non raggiunge il bersaglio e, di solito, questi scontri non provocano gravi conseguenze. I maschi non usano mai calci o morsi contro i rivali, riservando tali tecniche ai predatori. La lotta termina con la fuga di uno dei contendenti. Il vincitore non lo insegue, ma può talvolta simulare un accoppiamento per confermare il suo predominio.
Le interazioni tra maschi sono sorprendentemente frequenti e, in alcuni casi, più comuni degli accoppiamenti eterosessuali. Uno studio ha rilevato che fino al 94% delle monte osservate avvenivano tra maschi, con una percentuale di attività omosessuali che variava tra il 30 e il 75% a seconda del contesto. Le monte omosessuali tra femmine rappresentavano solo l'1% del totale.

### Mortalità e salute

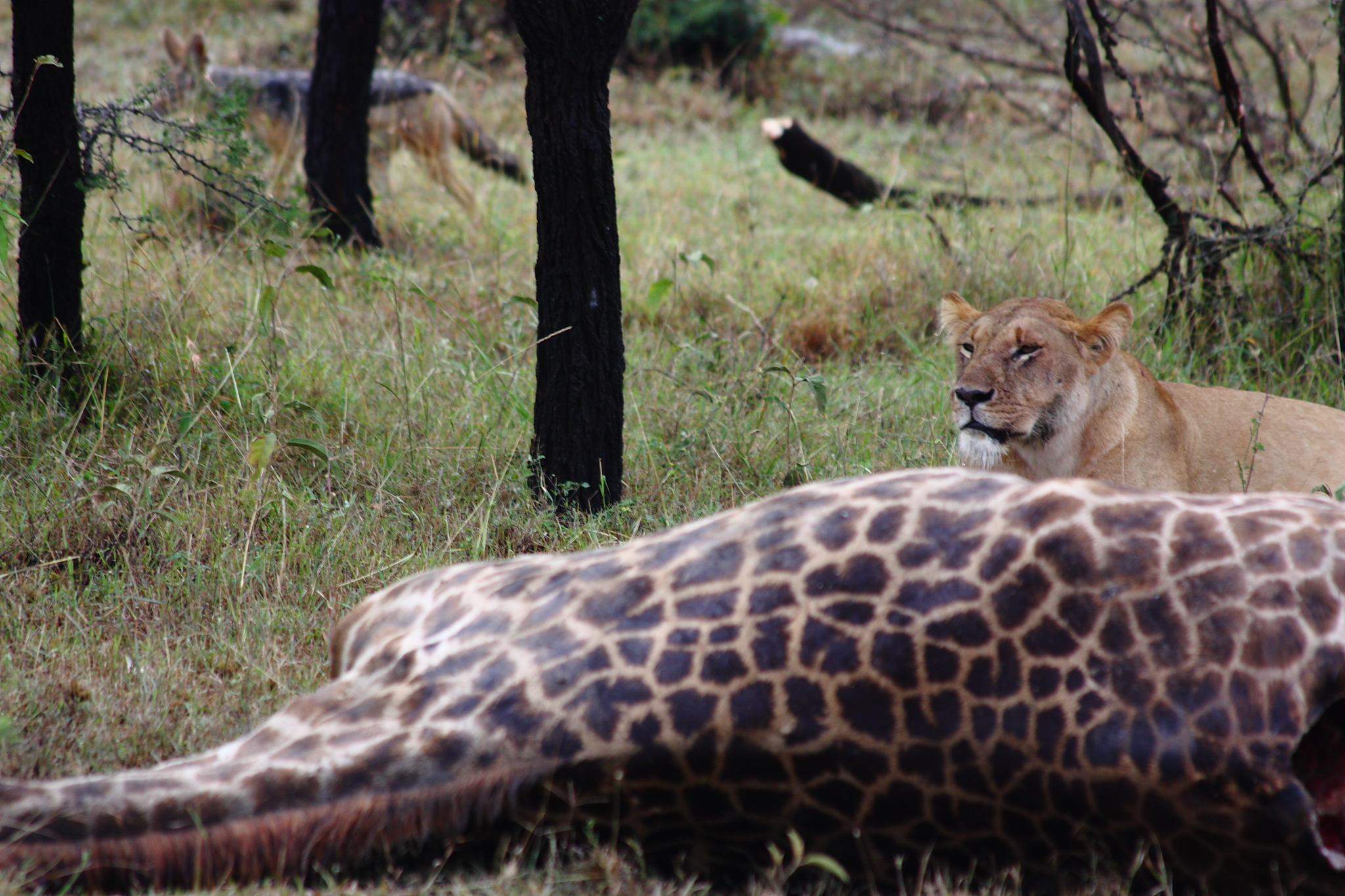
Leonessa presso la carcassa di una giraffa adulta.

Le giraffe hanno una longevità sorprendentemente maggiore rispetto ad altri ruminanti, potendo vivere in natura fino a 25 anni. Grazie alle loro grandi dimensioni, alla vista acuta e ai potenti calci, le giraffe adulte sono generalmente al sicuro dai predatori. Tuttavia, possono cadere vittima dei leoni, che rappresentano una minaccia costante e regolare, ad esempio, nel Parco Nazionale Kruger. Anche i coccodrilli del Nilo possono costituire un pericolo, soprattutto quando le giraffe sono costrette ad abbassare la testa per bere. I piccoli, invece, sono molto più vulnerabili degli adulti e spesso preda di leopardi, ghepardi, iene macchiate e licaoni. Solo il 25-50% dei piccoli riesce a sopravvivere fino all'età adulta.
Le giraffe sono spesso infestate da vari parassiti, tra cui le zecche, che si concentrano principalmente nelle aree attorno ai genitali, dove la pelle è più sottile. Le specie di zecche più comuni comprendono i generi Hyalomma, Amblyomma e Rhipicephalus. Per ridurre l'infestazione, le giraffe si affidano all'aiuto delle bufaghe beccorosso e beccogiallo, che non solo rimuovono i parassiti, ma fungono anche da sistema di allarme contro possibili pericoli.
Le giraffe ospitano anche numerosi parassiti interni e possono essere colpite da varie malattie. In passato, erano particolarmente vulnerabili alla peste bovina, una malattia virale ora eradicata.

## Relazioni con l'uomo

### Storia e significato culturale

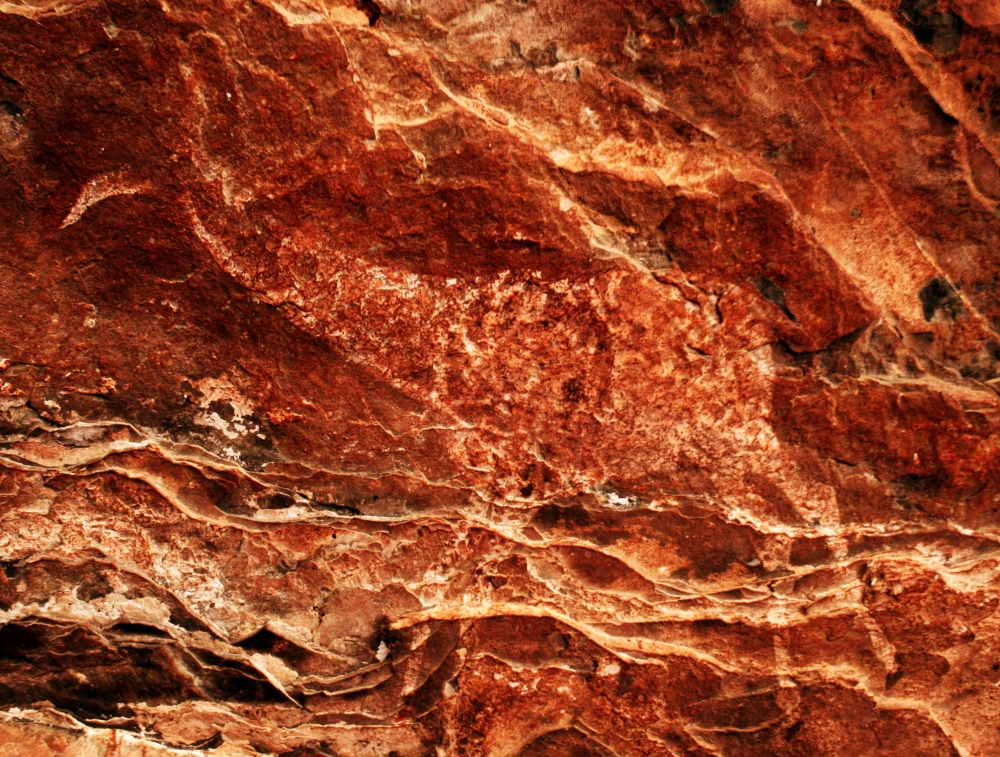
Petroglifo san in Namibia raffigurante una giraffa.

Le giraffe hanno interagito con gli esseri umani per millenni, lasciando un'impronta profonda nella cultura di molte civiltà. I san dell'Africa meridionale praticano una danza curativa dedicata alla giraffa, utilizzata per trattare le malattie della testa. L'altezza della giraffa è stata spesso spiegata attraverso racconti popolari africani; uno di questi, proveniente dall'Africa orientale, narra che l'animale sarebbe diventato così alto dopo aver mangiato troppe erbe magiche. Raffigurazioni di giraffe si trovano nell'arte di numerosi popoli africani, tra cui i Kiffiani, gli Egizi e i Nubiani di Meroe. Tra queste, spicca un'incisione rupestre a grandezza naturale creata dai Kiffiani, considerata il più grande petroglifo del mondo. Gli Egizi attribuirono alla giraffa un proprio geroglifico, "sr" in egizio antico e "mmy" in epoca successiva, e allevavano giraffe come animali da compagnia, trasportandole via nave nel Mediterraneo.

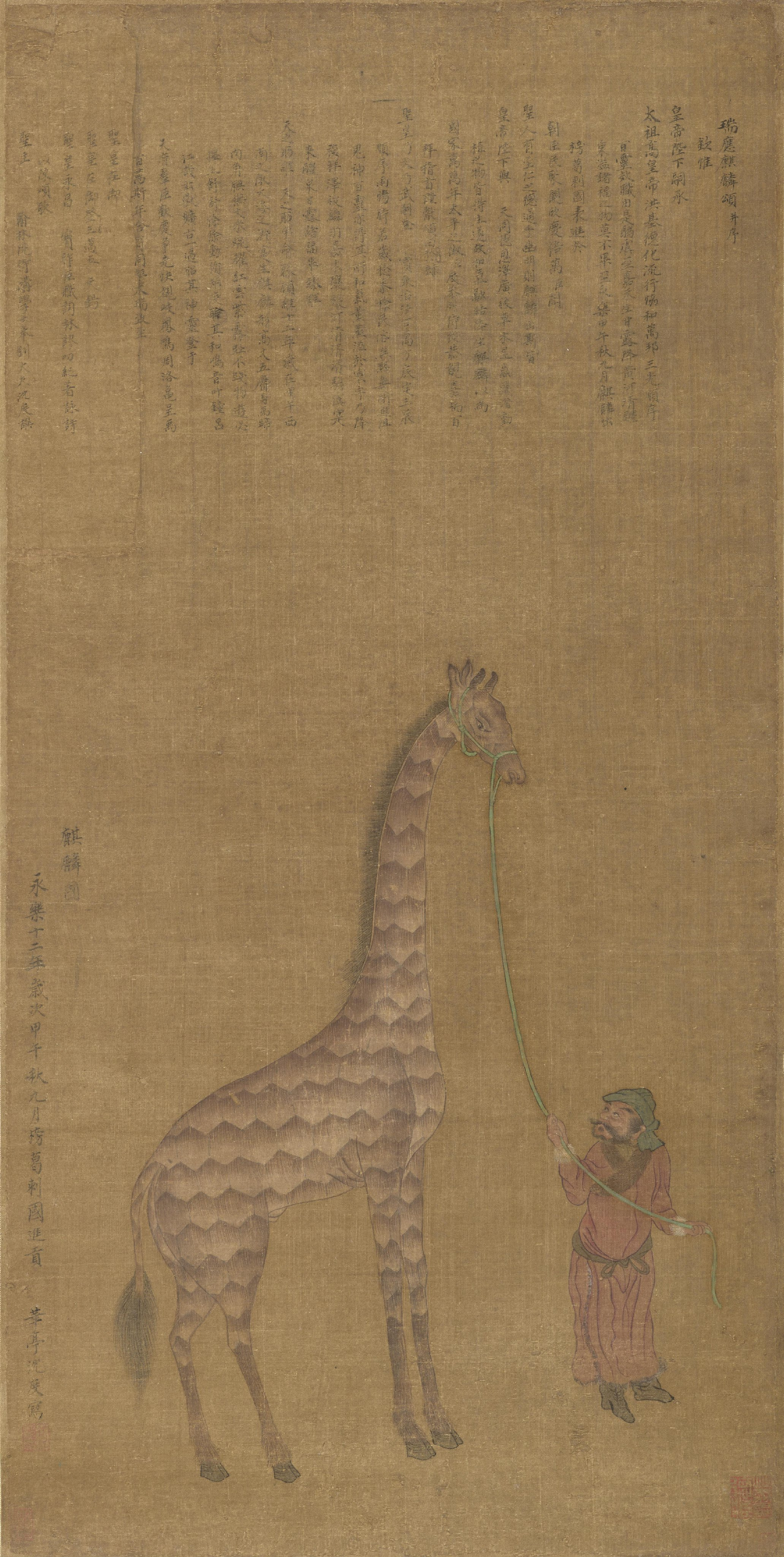
Disegno di una giraffa importata in Cina durante la dinastia Ming.

Greci e Romani conoscevano le giraffe, che chiamavano camelopardalis per la loro somiglianza a un ibrido tra cammello e leopardo. La prima giraffa giunta a Roma fu portata da Giulio Cesare nel 46 a.C. e esibita al pubblico. Con la caduta dell'Impero romano d'Occidente, il trasporto di giraffe in Europa cessò fino al Medioevo, quando gli arabi reintrodussero la giraffa come simbolo venerato per la sua forma unica.
Nel 1414, una giraffa fu trasportata dal porto di Malindi al Bengala e poi in Cina dall'esploratore Zheng He, dove fu collocata in uno zoo della dinastia Ming e associata al mitico Qilin. Nel 1486, una giraffa donata a Lorenzo de' Medici generò grande entusiasmo a Firenze. Un'altra celebre giraffa arrivò a Parigi nel XIX secolo come dono di Mohamed Ali d'Egitto a Carlo X di Francia, diventando una celebrità e ispirando numerosi oggetti e opere chiamate "giraffanalia".
Le giraffe continuano a ispirare la cultura moderna. Salvador Dalí le rappresentò con la criniera in fiamme nei suoi dipinti surrealisti, considerandole simboli di mascolinità apocalittica. Le giraffe sono anche protagoniste di numerosi racconti per bambini, come La giraffa che aveva paura dell'altezza di David A. Ufer, Le giraffe non sanno danzare di Giles Andreae e Io, la giraffa e il pellicano di Roald Dahl. Appaiono in vari film animati, tra cui Dumbo, Il re leone, Madagascar e Le avventure di Zarafa - Giraffa giramondo. Sophie la Giraffa, un popolare massaggiagengive per bambini, è in commercio dal 1961, mentre Geoffroy la Giraffa è la mascotte della catena Toys "R" Us.
Dal punto di vista scientifico, le giraffe hanno contribuito a scoperte importanti. Le proprietà della loro pelle sono state studiate per progettare tute per gli astronauti e piloti di caccia, utili a prevenire la perdita di coscienza causata dalla rapida redistribuzione del sangue. Inoltre, informatici hanno utilizzato i disegni del mantello di alcune sottospecie come modello per meccanismi di reazione-diffusione.
La giraffa è rappresentata anche nel cielo: la costellazione della Giraffa, introdotta nel XVII secolo, raffigura l'animale. Per gli Tswana del Botswana, la costellazione della Croce del Sud rappresenta due giraffe: Acrux e Mimosa formano il maschio, mentre Gacrux e Delta Crucis rappresentano la femmina.

### Importanza economica e stato di conservazione

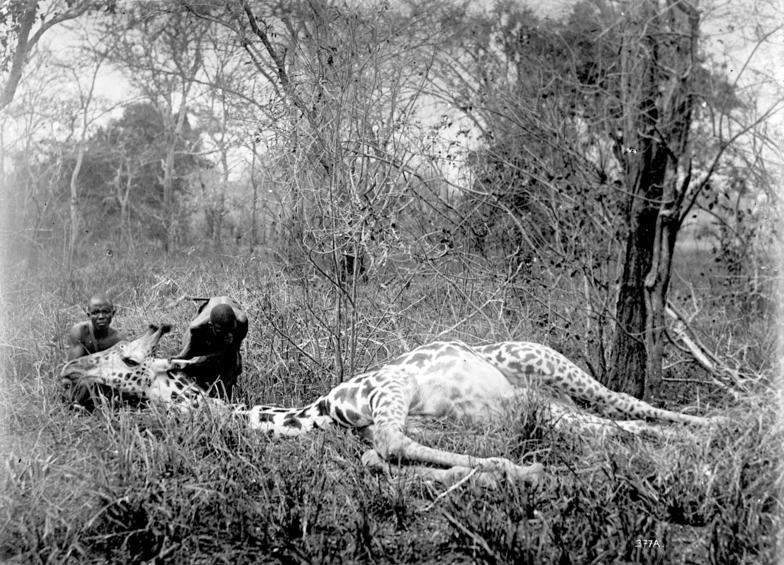
Giraffa uccisa dagli indigeni agli inizi del XX secolo.

Le giraffe sono state probabilmente un bersaglio comune per i cacciatori in tutta l'Africa. Diverse parti del loro corpo venivano utilizzate per scopi specifici: la carne era consumata come alimento, mentre i peli della coda venivano impiegati per realizzare scacciamosche, braccialetti, collane e fili. Dalla pelle si ricavavano scudi, sandali e tamburi, e i tendini erano utilizzati come corde per strumenti musicali. In alcune culture, come quella del Buganda, il fumo derivante dalla combustione della pelle di giraffa era usato dagli sciamani per trattare le epistassi. Gli humr del Sudan preparano una bevanda chiamata Umm Nyolokh, utilizzando fegato e midollo osseo di giraffa. Questa bevanda, contenente spesso DMT e altre sostanze psicoattive derivate dalle piante consumate dalla giraffa (come l'acacia), può provocare allucinazioni durante le quali i bevitori affermano di vedere i fantasmi delle giraffe uccise.
Nel XIX secolo, gli esploratori europei iniziarono a cacciare le giraffe per divertimento. La distruzione dell'habitat ha ulteriormente aggravato la situazione della specie, specialmente nel Sahel, dove la deforestazione causata dalla richiesta di legna da ardere e dalla necessità di pascoli per il bestiame ha avuto un impatto significativo. Tuttavia, le giraffe possono convivere pacificamente con il bestiame, poiché non competono direttamente per le risorse alimentari.
La giraffa è classificata come specie vulnerabile dalla IUCN.Tuttavia, è scomparsa da molte aree del suo areale storico, come Eritrea, Guinea, Mauritania e Senegal, ed è probabilmente estinta in Angola, Mali e Nigeria. È stata però reintrodotta con successo in Ruanda e eSwatini. Due sottospecie, la giraffa dell'Africa occidentale e la giraffa di Rothschild, sono considerate in pericolo di estinzione, con solo poche centinaia di esemplari rinasti in natura. Nel 1997, Jonathan Kingdon considerava la giraffa della Nubia la più minacciata tra tutte le sottospecie. Nel 2010, il numero stimato di esemplari di questa sottospecie era inferiore a 250, anche se tali dati sono approssimativi.
Le riserve di caccia private hanno contribuito alla conservazione delle popolazioni di giraffa nell'Africa meridionale. Un esempio significativo è il Giraffe Manor, un famoso hotel di Nairobi che funge da santuario per la giraffa di Rothschild. La giraffa è protetta in quasi tutto il suo areale, ed è l'animale nazionale della Tanzania, dove è tutelata dalla legge Le uccisioni non autorizzate possono essere punite con il carcere.
Nel 1999, si stimava che ci fossero più di 140.000 giraffe in natura. Tuttavia, nel 2010, questo numero era sceso a meno di 80.000, per risalire a 102.000 nel 2016. Secondo il Giraffe Conservation Foundation (GCF), la popolazione globale delle giraffe selvatiche attualmente si aggira intorno ai 111.000 esemplari.

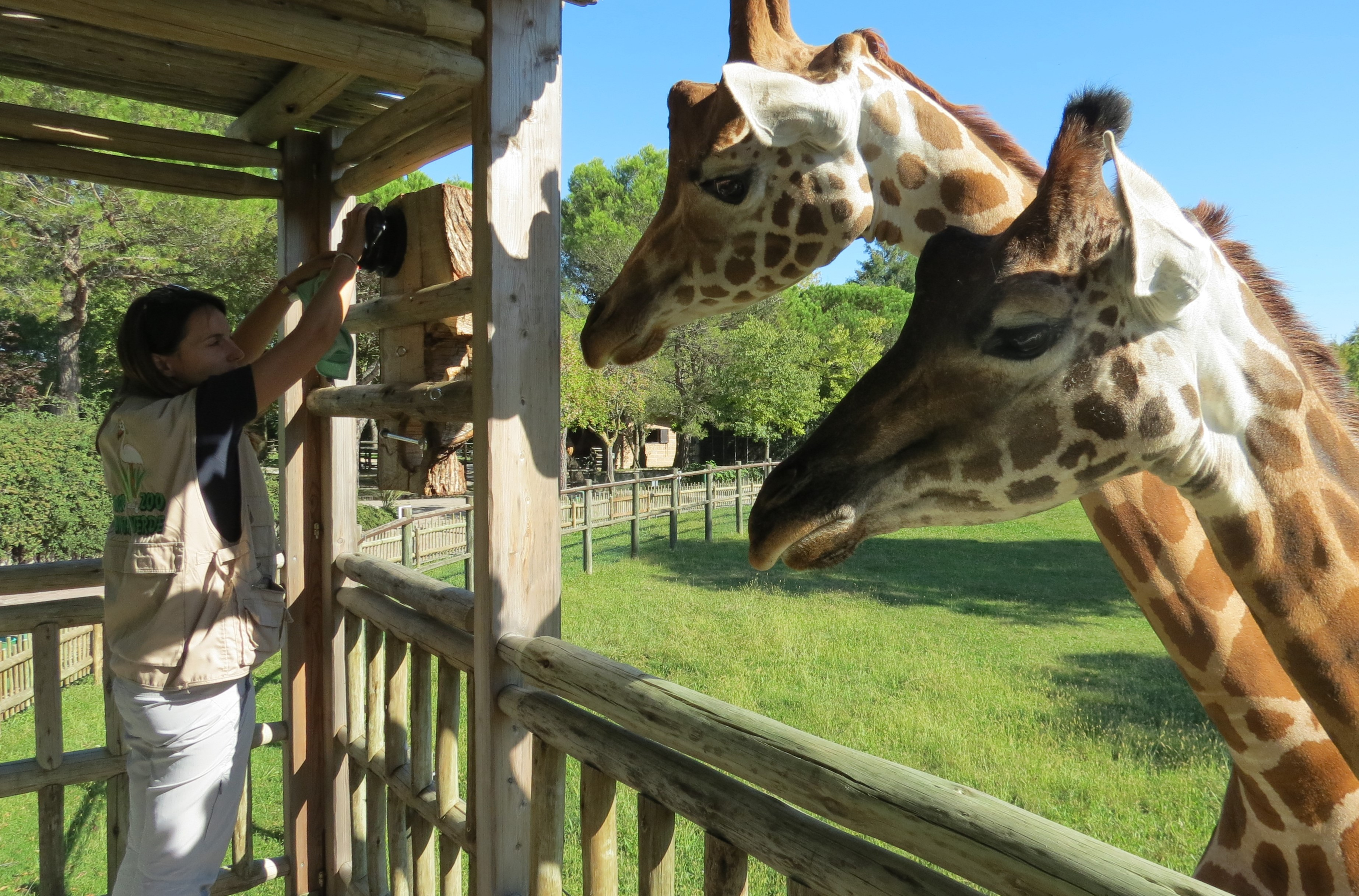
Attività educative presso Parco Zoo Punta Verde di Lignano Sabbiadoro

### Ruolo dei giardini zoologici
Molti giardini zoologici partecipano attivamente alla salvaguardia delle giraffe sostenendo progetti di conservazione. Tra le organizzazioni supportate c'è la Giraffe Conservation Foundation, impegnata nella protezione e conservazione di questa specie. Il contributo degli zoo è reso possibile anche grazie ai visitatori, che attraverso il pagamento del biglietto d’ingresso e la partecipazione a iniziative educative aiutano a finanziare questi progetti.
In alcune strutture zoologiche italiane vengono regolarmente organizzati eventi di sensibilizzazione e divulgazione per informare il pubblico sull'importanza della tutela delle giraffe e del loro habitat naturale.